# Santa Comba (La Corogne)
Pour les articles homonymes, voir Santa Comba.
Santa Comba est une commune de la province de La Corogne, en Galice (Espagne). Population en 2003 : 10.823 habitants et en 2004 : 10 704 habitants
Le relief est peu accidenté, aux douces ondulations avec des altitudes entre 300 et 500 mètres. Le climat atlantique est très humide et typique des zones côtières de Galice. Les pluies très abondantes ont lieu essentiellement entre novembre et février.